# Ђесо (Пезаро и Урбино)
Ђесо је насеље у Италији у округу Пезаро и Урбино, региону Марке.
Према процени из 2011. у насељу је живело 81 становника. Насеље се налази на надморској висини од 362 м.